# 10. Landwehr-Division (Deutsches Kaiserreich)
Die 10. Landwehr-Division war ein Großverband der Preußischen Armee im Ersten Weltkrieg.

## Gliederung

### Kriegsgliederung vom 15. Februar 1915
- 9. Landwehr-Infanterie-Brigade
  - Landwehr-Infanterie-Regiment Nr. 24
  - Landwehr-Infanterie-Regiment Nr. 48
  - Feld-MG-Zug Nr. 8
  - Festungs-MG-Abteilung Nr. 2
- Mobile Ersatz-Brigade Königsberg (später 180. Infanterie-Brigade)
  - Mobile Ersatz-Regimenter I. und III. (später Infanterie-Regiment Nr. 377 und Nr. 378)
  - 2. Landwehr-Eskadron/I. Armee-Korps
  - 2. Landsturm-Eskadron/I. Armee-Korps
  - 2. Landwehr-Eskadron/XVII. Armee-Korps
  - 3. Landsturm-Eskadron/XVII. Armee-Korps
  - Ersatz-Abteilung/1. Ostpreußisches Feldartillerie-Regiment Nr. 16
  - Ersatz-Abteilung/2. Litthauisches Feldartillerie-Regiment Nr. 37
  - Ersatz-Abteilung/2. Ostpreußisches Feldartillerie-Regiment Nr. 52
  - sechs Batterien/Reserve-Fußartillerie-Regiment Nr. 1
  - vier Batterien/Garde-Reserve-Fußartillerie-Regiment Nr. 1
  - 1. Batterie/Garde-Landwehr-Fußartillerie-Bataillon
  - 2. Batterie/Reserve-Fußartillerie-Regiment Nr. 4
  - ½ 2. Landwehr-Pionier-Kompanie/I. Armee-Korps
  - ⅔ 1. Landwehr-Pionier-Kompanie/II. Armee-Korps
  - 2. Zug/Fernsprech-Abteilung Nr. 1
  - leichter Scheinwerferzug Königsberg

### Kriegsgliederung vom 27. Januar 1918
- 180. Infanterie-Brigade
  - Infanterie-Regiment Nr. 372
  - Infanterie-Regiment Nr. 377
  - Infanterie-Regiment Nr. 378
  - 5. Eskadron/Westfälisches Dragoner-Regiment Nr. 7
- Artillerie-Kommandeur Nr. 130
  - Feldartillerie-Regiment Nr. 97
- Pionier-Bataillon Nr. 410
- Divisions-Nachrichten-Kommandeur Nr. 510

### Auflösung
Die 10. Landwehr-Division wurde am 8. August 1918 aufgelöst.
Das Infanterie-Regiment Nr. 377 wurde am 15. August 1918 auf die 201. Infanterie-Division verteilt:
- das I. Bataillon wurde III. Bataillon des Infanterie-Regiments Nr. 401
- das II. Bataillon wurde III. Bataillon des Infanterie-Regiments Nr. 403
- das III. Bataillon wurde III. Bataillon des Infanterie-Regiments Nr. 402[1]

Das Infanterie-Regiment Nr. 378 wurde am 15. August 1918 auf die 36. Infanterie-Division verteilt:
- das I. Bataillon wurde III. Bataillon/Grenadier-Regiment „König Friedrich I.“ (4. Ostpreußisches) Nr. 5
- das II. Bataillon wurde III. Bataillon/Danziger Infanterie-Regiment Nr. 128
- das III. Bataillon wurde III. Bataillon/8. Westpreußisches Infanterie-Regiment Nr. 175[2]

Das Infanterie-Regiment Nr. 372 wurde am 15. August 1918 auf die 37. Infanterie-Division verteilt:
- das I. Bataillon wurde III. Bataillon/1. Ermländisches Infanterie-Regiment Nr. 150
- das II. Bataillon wurde III. Bataillon/2. Ermländisches Infanterie-Regiment Nr. 151
- das III. Bataillon wurde III. Bataillon/Infanterie-Regiment „Generalfeldmarschall von Hindenburg“ (2. Masurisches) Nr. 147[3]

## Gefechtskalender
Die Division wurde am 3. Februar 1915 an der Ostfront zusammengestellt und befand sich bis zum dortigen Waffenstillstand bis Mitte Februar 1918 im Einsatz. Dann erfolgte die Verlegung an die Westfront, wo die Division aufgrund zu großer Verluste am 8. August 1918 aufgelöst wurde.

### 1915
- 07. bis 22. Februar --- Winterschlacht in Masuren
- 01. März bis 12. Juli --- Stellungskämpfe um die Osowiec (bei Lomscha)
- 13. Juli bis 26. August --- Narew-Bobr-Schlacht
- 30. August bis 8. September --- Njemen-Schlacht
- 09. September bis 2. Oktober --- Schlacht bei Wilna
- ab 3. Oktober --- Stellungskämpfe zwischen Krewo, Smorgon, Narotsch-See, Tweretsch

### 1916
- Schlacht am Naratsch-See
- bis 29. Juli --- Stellungskämpfe zwischen Krewo, Smorgon, Narotsch-See, Tweretsch
- 30. Juli bis 4. November --- Schlacht bei Kowel
- ab 5. November --- Stellungskämpfe am oberen Styr-Stochod
  - in der Gegend von Wladimir-Wolynsk als Teil des X. österreichischen Korps mit dem Frontabschnitt Lokatschi Richtung Szelwow[4]

### 1917
- bis 1. Dezember --- Stellungskämpfe am oberen Styr-Stochod, im Sektor zwischen Synyavka und Kyssylyn[5]
- 02. bis 17. Dezember --- Waffenruhe
- ab 17. Dezember --- Waffenstillstand

### 1918
- bis 18. Februar --- Waffenstillstand
- 18. März bis 3. Juni --- Stellungskämpfe vor Verdun: bei Manheulles und Saulx-lès-Champlon, auf dem Maashöhen bei Combres-sous-les-Côtes und Les Eparges
- Am 4. Juni wurde die Division von Conflans-en-Jarnisy mit dem Zug über Sedan und Mézières, Laon und La Malmaison verladen um dann in vier Tagesmärschen über den Chemin des Dames nach Fismes, Fresnes-en-Tardenois in die ferme de Favière zu ziehen.[6]
- 08. bis 13. Juni --- Schlacht bei Soissons und Reims
- 14. Juni bis 4. Juli --- Stellungskämpfe zwischen Oise, Aisne und Marne bei Fère-en-Tardenois
- 05. bis 14. Juli --- Stellungskämpfe zwischen Aisne und Marne
- 15. bis 17. Juli --- Als Reserve für die Marneschlacht bei Mont-Saint-Père
- 18. bis 25. Juli --- Abwehrschlacht zwischen Soissons und Reims
- 26. bis 29. Juli --- Bewegliche Abwehrschlacht zwischen Marne und Vesle
- 08. August --- Auflösung der Division in Charleville

## Kommandeure
| Dienstgrad                   | Name              | Datum                                |
| ---------------------------- | ----------------- | ------------------------------------ |
| Generalleutnant              | Hermann Clausius  | 03. Februar 1915 bis 2. März 1916    |
| Generalmajor/Generalleutnant | Leo von Stocken   | 03. März 1916 bis 22. November 1917  |
| General der Kavallerie       | Albert von Werder | 23. November 1917 bis 8. August 1918 |